# Saint-Jean-de-Losne
Saint-Jean-de-Losne ist eine französische Stadt mit 1001 Einwohnern (Stand 1. Januar 2022) im Département Côte-d’Or in der Region Bourgogne-Franche-Comté (Bourgogne). Der Name dieser Gemeinde dürfte von einem der Göttin Latona geweihten Tempel abstammen, der allerdings bisher nicht gefunden wurde.

## Geographie
Saint-Jean-de-Losne liegt auf einer Fläche von 0,58 km² am Ufer der Saône und an der Mündung des Canal de Bourgogne (deutsch: Burgund-Kanal). Die Stadt liegt etwa 30 Kilometer südöstlich der Départementshauptstadt Dijon und westlich der etwa 20 Kilometer entfernten Stadt Dole.

## Geschichte

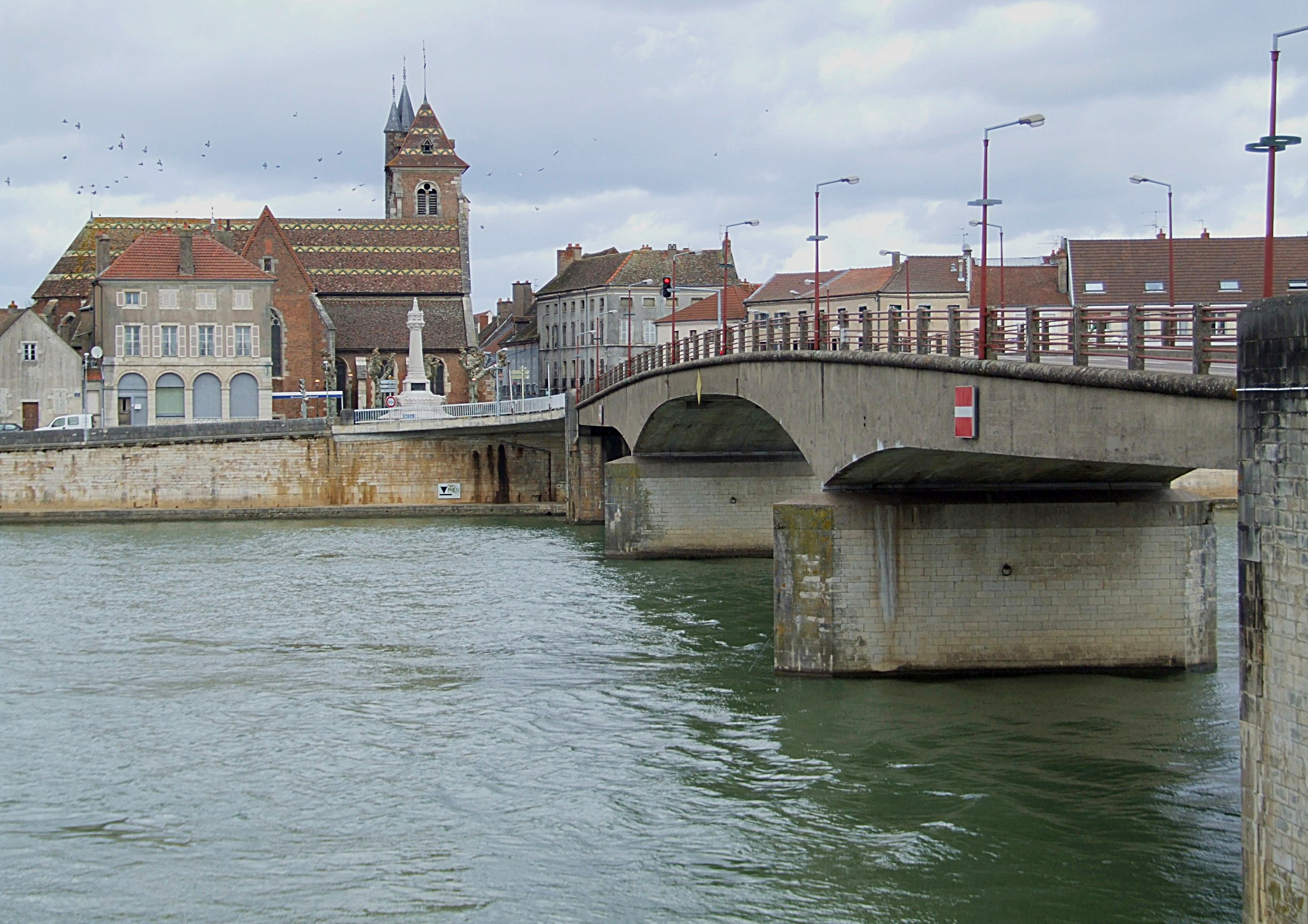
Brücke über die Saône

Saint-Jean-de-Losne stammt aus der gallorömischen Zeit, der keltische Name des Ortes war Latona, der Name des Ortes im römischen Kaiserreich ist nicht überliefert.
Eine frühe Erwähnung findet der Ort in der Fredegar-Chronik um das Jahr 660.
In den Jahren 673 bis 675 fand in Saint-Jean-de-Losne ein Konzil statt.
Am 29. August 1162 fand auf der Brücke über der Saône auf Vermittlung von Heinrich I. (genannt der Freigiebige) ein Treffen statt, welches zur Lösung der Papstfrage beitragen sollte. Kaiser Friedrich I., genannt Barbarossa, sowie der französische König Ludwig VII. sollten mit den von den meisten Kardinälen und von England und Frankreich anerkannten Papst Alexander III. und dem von Barbarossa unterstützen, vom römischen Volk ausgerufenen Gegenpapst Viktor IV. zusammentreffen. Alexander III. verweigerte jedoch seine Teilnahme, so dass der Schlichtungsversuch von Losne zum Scheitern verurteilt war. Zu diesem Treffen war auch Waldemar I. gekommen, der hier Kaiser Barbarossa den Lehnseid leistete und dafür Dänemark zu seinem Lehen erhielt.
Anfänglich war der Ort im Einflussbereich der Herzöge von Burgund. Nach Eingliederung ins königliche Herrschaftsgebiet, wurde Saint-Jean-de-Losne Verwaltungssitz. Im Jahre 1227 wurde das Stadtrecht verliehen. Aufgrund der grenznahen Lage wurde Saint-Jean-de-Losne rasch zu einem strategisch wichtigen Ort. Zum Schutz der Salzimporte von Salins-les-Bains nach Burgund wurde die Ortschaft mit Verteidigungsanlagen ausgestattet. Der aufblühende Handel verhalf Saint-Jean-de-Losne zu wachsendem Wohlstand.
Im 17. Jahrhundert wurden während des Dreißigjährigen Krieges Saint-Jean-de-Losne als Grenzstadt des französischen Niederburgunds und die östlich gelegene Stadt Dole als Hauptstadt des habsburgischen Hochburgunds zu umkämpften Orten. Für den Sommer 1636 hatten die Kaiserlichen und Spanier parallele Angriffe auf Frankreich in Richtung Paris von Norden und von Süden her geplant. Die Leitung des Angriffs von Süden hatte der kaiserliche Generalleutnant Matthias Gallas.
Vor dem geplanten Angriffsbeginn der Kaiserlichen war ein französisches Heer unter Henri de Bourbon-Condé in Hochburgund eingefallen und hatte die Belagerung von Dole aufgenommen. Ein kaiserlich-lothringisches Entsatzheer unter dem Herzog von Lothringen und Guillaume de Lamboy entsetzte Dole im August und stieß anschließend bis nach Dijon vor. Dabei plünderten sie auch das Umland von Saint-Jean-de-Losne, bevor sie sich vor stärkeren französischen Kräften zurückziehen mussten. Ende Oktober 1636 zog das kaiserliche Hauptheer unter Gallas vor die Stadt. Der kaiserliche Befehlshaber hatte geplant, Saint-Jean-de-Losne zu erobern, um es als Brückenkopf zu gewinnen und um von hier die Artillerie seines Heeres über die Saône auf den Weg bringen zu können. Ein Angriff auf Paris wurde zu diesem Zeitpunkt nicht mehr beabsichtigt, aber der Herbstfeldzug sollte wenigstens kaum verteidigte Gebiete wie die Gegend um Lyon schädigen und der Gewinnung von Winterquartieren im Feindesland dienen. Drei Sturmangriffe des Gallas-Heeres auf die Stadt konnten abgewehrt werden. Die französischen Verteidiger erhielten rechtzeitig Verstärkung mit Weimaraner Söldnern unter Josias Rantzau, die mit Booten auf der Saône ankamen. Die Verteidiger hatten auch den Vorteil, dass sie die Brücke über die Saône kontrollierten. Nach weiteren Sturmversuchen gaben die Gallas-Truppen am 1. November ihre Angriffe wegen schlechter Witterung und mangelnder Munition auf und traten den Rückzug an. Der starke Regen hatte den Angriffsraum vor der Stadt, das Glacis der Befestigungsanlagen zu einem schwer zu überwindenden Morast gemacht. Ein großer Teil der Artillerie musste vor Ort zurückgelassen werden.
Dieser Misserfolg der kaiserlichen Truppen und die zeitgleichen Misserfolge spanischer Truppen im Norden von Paris bei der Verteidigung der besetzten Festung Corbie führten endgültig zur Aufgabe des Frankreichfeldzuges. König Ludwig XIII. belohnte den tapferen Einsatz der Einwohner mit der Aufhebung der Steuerpflicht, was erst im Rahmen der Französischen Revolution im Juli 1789 wieder rückgängig gemacht wurde.
Die Anfänge des 19. Jahrhunderts waren von den Napoleonischen Kriegen gezeichnet. Anfang 1814 widersetzte sich die Bevölkerung von Saint-Jean-de-Losne österreichischen Einheiten der alliierten Truppen vierzig Tage lang. Nach seiner Rückkehr von der Insel Elba zeichnete Napoleon per Dekret vom 22. Mai 1815 die Stadt mit dem Orden der Légion d’Honneur aus, welcher seither im Wappen der Stadt geführt wird.
Während des Zweiten Weltkrieges wurde am 4. September 1944 die Brücke über die Saône von der sich im Rückzug befindlichen deutschen Wehrmacht gesprengt. Zuvor hatte die Royal Air Force die Brücke in Seurre bombardiert und zerstört. Damit waren wichtige West-Ost-Verbindungen über die Saône sowie auch die Bahnlinie von Dijon nach Lons-le-Saunier unterbrochen.

### Bevölkerungsentwicklung
| Jahr                       | 1962 | 1968 | 1975 | 1982 | 1990 | 1999 | 2006 | 2019 |
| Einwohner                  | 1528 | 1623 | 1605 | 1476 | 1342 | 1257 | 1208 | 1063 |
| Quellen: Cassini und INSEE |      |      |      |      |      |      |      |      |

## Sehenswertes
Die touristische Attraktivität von Saint-Jean-de-Losne ist vor allem durch den örtlichen Hafen als Ausgangspunkt für Fahrten auf einem Hausboot am Canal de Bourgogne gegeben.

### Kirche Saint-Jean-Baptiste

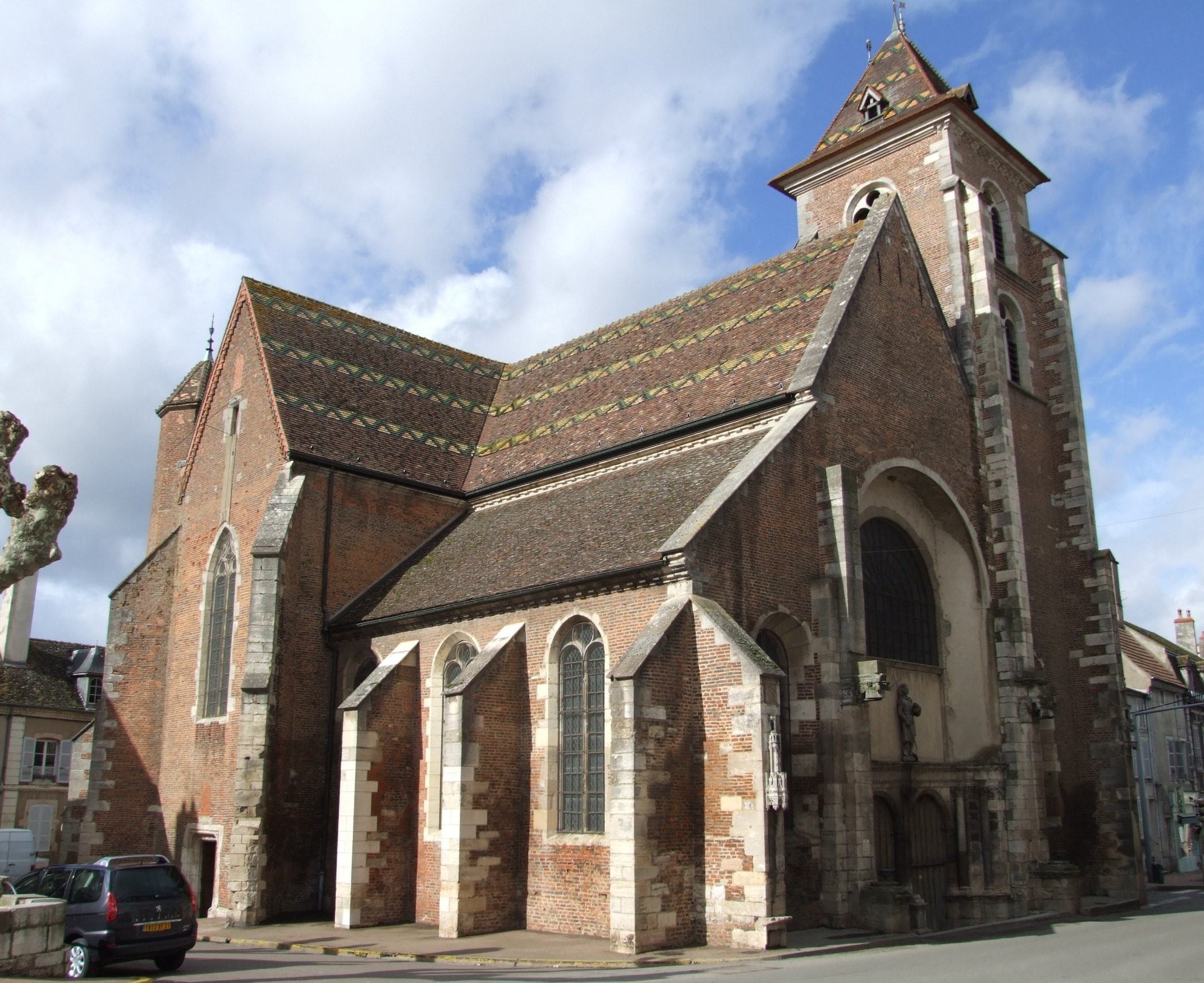
Kirche Saint-Jean-Baptiste

Die Kirche Saint-Jean-Baptiste kann in mancher Hinsicht als außergewöhnlich in Burgund betrachtet werden. Im Gegensatz zur christlichen Tradition, wonach eine Ausrichtung des Bauwerks in West-Ost-Richtung üblich ist, orientiert sich der Chor in diesem Fall in Richtung Jerusalem.
Eine weitere Eigenheit liegt im Zusammentreffen zwischen zweier bedeutender kunstgeschichtlicher Epochen.
der Chor und das Querschiff entstanden während des 15. Jahrhunderts noch im gotischen Stil, wohingegen das Hauptschiff und das Portal im 16. Jahrhundert im Stil der Renaissance errichtet wurden.

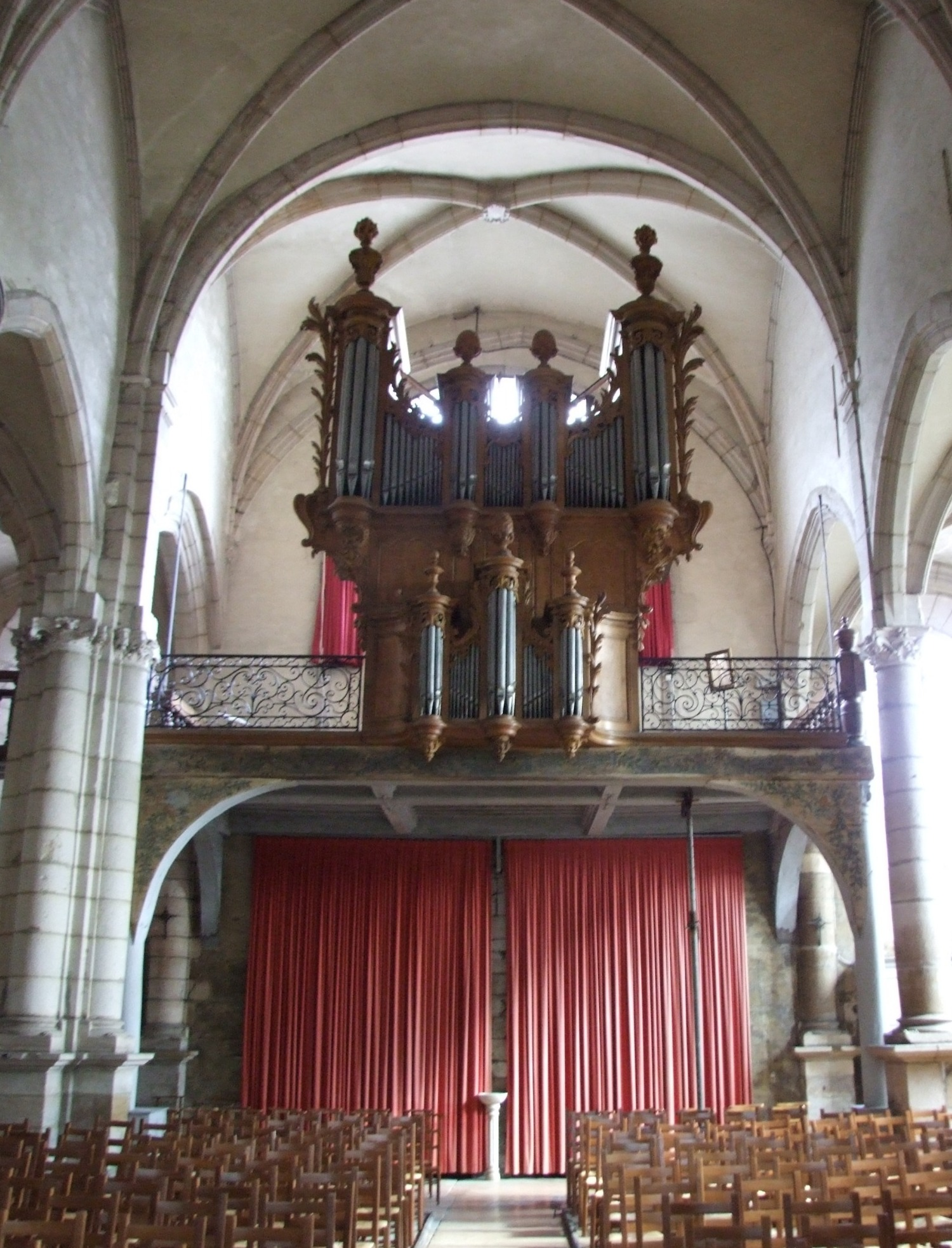
Orgel

Das Portal, in Anlehnung an eine Triumphbogen gestaltet, wird von zwei Toren mit Rundbogen gebildet, welche durch eine Säule in korinthischem Stil geteilt wurden. Die hölzernen Tore sind noch aus dem 16. Jahrhundert erhalten.

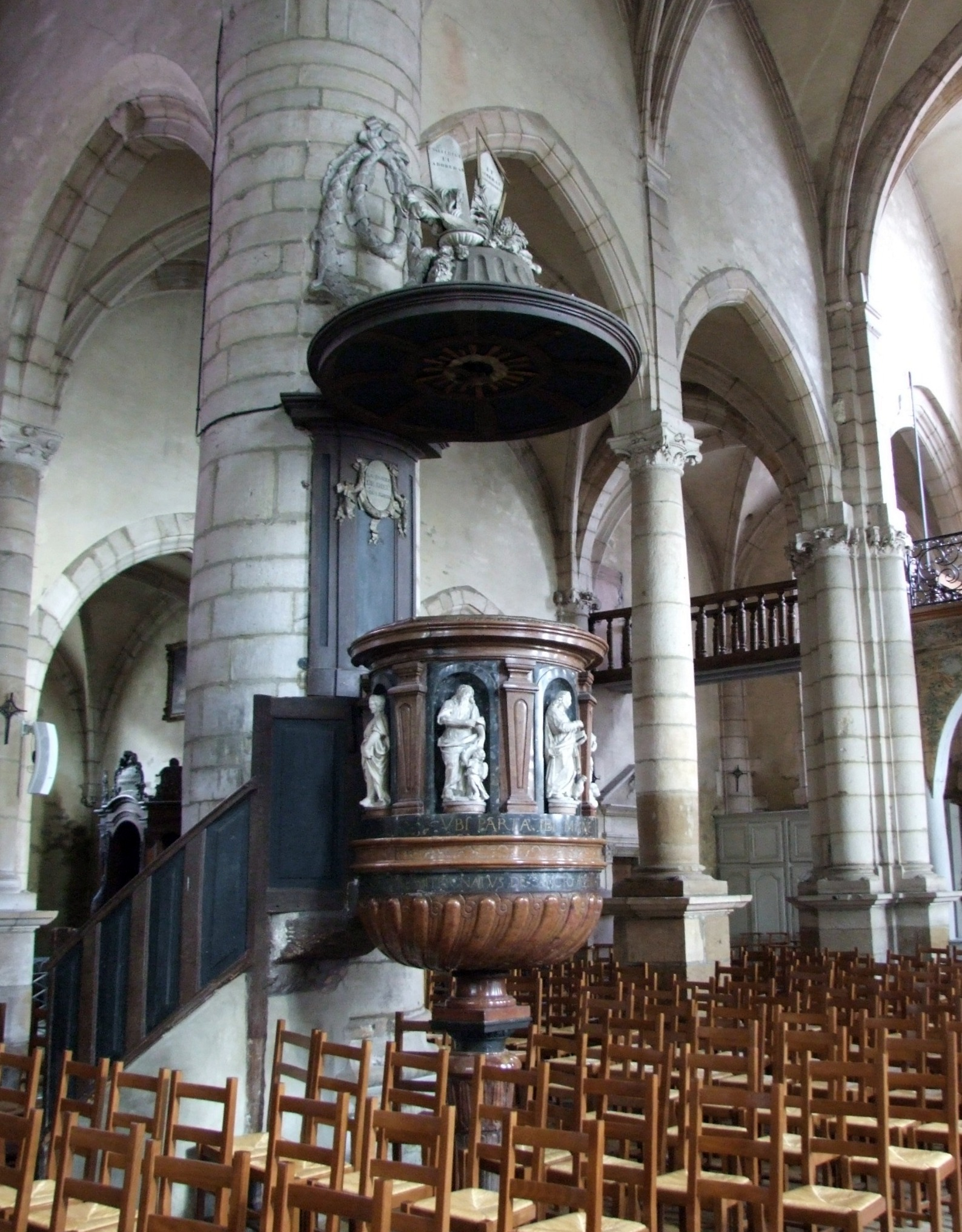
Kanzel

Im inneren der Kirche wurde die Kanzel aus einem einzelnen roten Gesteinsbrocken (Kalkstein des Bajocium) aus den Brüchen bei Sampans gehauen und mit dem schwarzen Kalkstein (Sinemurium) Noir de Miéry ergänzt. Ebenso entstanden aus ihm die vier Statuen der Evangelisten am Kanzel-Korpus. Die Statuen von Johannes dem Täufer (Saint Jean Baptiste) und von Simon Petrus (St. Pierre) wurden vermutlich von Pfarrer Pierre Longuet 1604 gestiftet.
Gegenüber der Kanzel steht, angelehnt an einen Hauptpfeiler, eine Ehrenbank für die Kirchenverwaltung aus dem 19. Jahrhundert.
Die Orgel wurde von Bénigne Boillot (1725–1795) ab 1765 errichtet und 1768 eingeweiht. Mittlerweile ist diese denkmalgeschützt.
Aus dem Jahr 1820 stammt ein vergoldetes Chorpult aus Bronze. Ansonsten finden sich im Inneren der Kirche mehrere Andenken an die historische Schlacht aus dem Jahre 1636, unter anderem zeigt ein Kirchenfenster am Giebel eine Episode dieser Kriegshandlungen.

### Kultur und Sehenswürdigkeiten
- Überreste alter Wallanlagen
- Jährliches Fest der Schiffer (kirchlich)

## Persönlichkeiten
- François Perrier (um 1590–1650), Maler und Kupferstecher
- Edmond Martène (1664–1739), Historiker und Liturgiker aus dem Benediktinerorden
- Pierre Millière (1811–1887), Entomologe

## Partnergemeinde
- Zell-Weierbach, Stadtteil von Offenburg (Baden-Württemberg, Deutschland), seit 1964